# (13750) Mattdawson
(13750) Mattdawson (1998 ST54) – planetoida z pasa głównego asteroid okrążająca Słońce w ciągu 3,63 lat w średniej odległości 2,36 j.a. Odkryta 16 września 1998 roku.